# Julius Neubronner

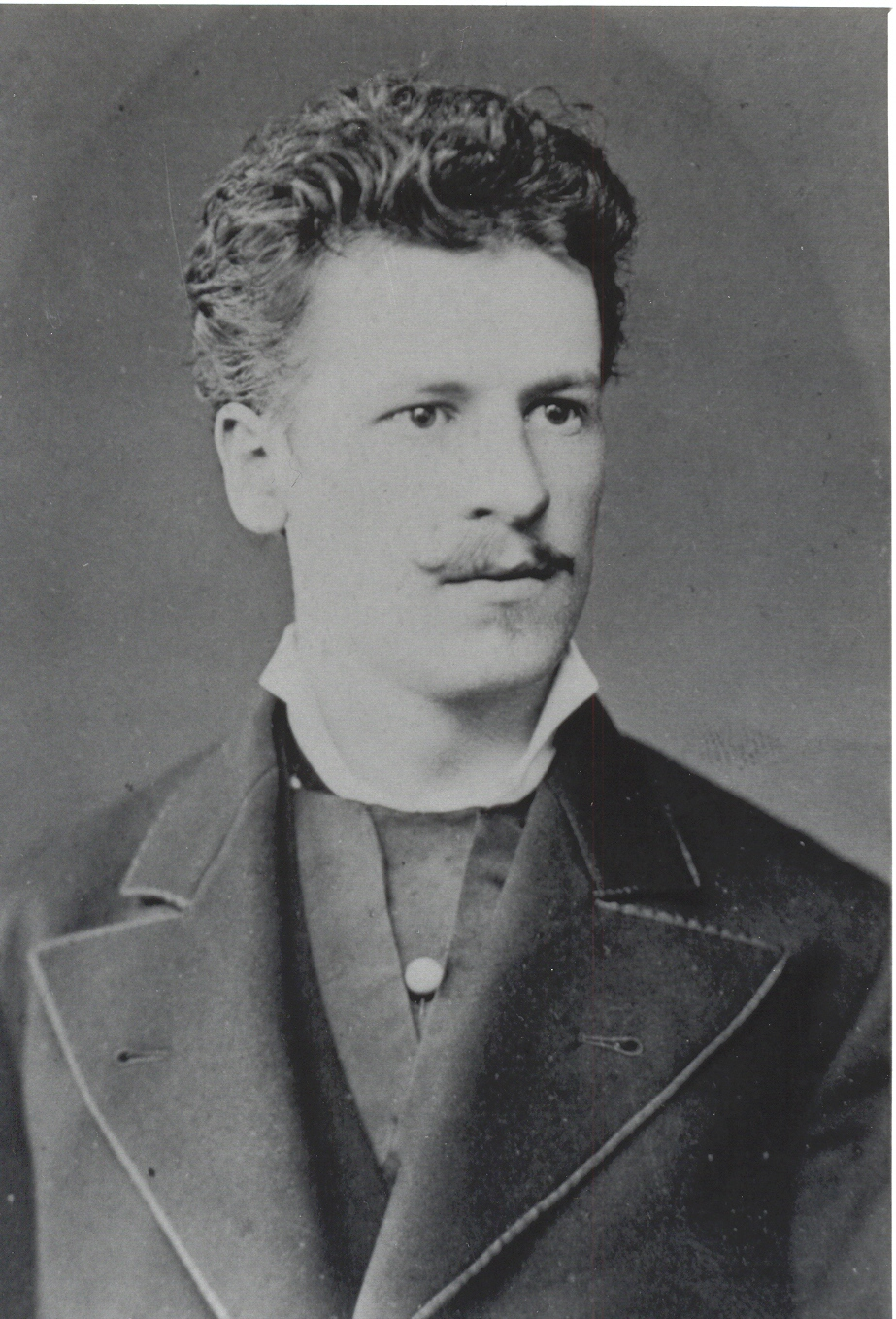
Julius Neubronner w roku 1877 podczas studiów w Gießen

Julius Neubronner (ur. 8 lutego 1852, zm. 17 kwietnia 1932) – niemiecki aptekarz, wynalazca, pionier w amatorskiej fotografii i filmie. Należał do dynastii aptekarzy w miejscowości Kronberg im Taunus. Neubronner był nadwornym aptekarzem cesarzowej Wiktorii Koburg, wynalazł nowatorską metodę fotografowania „z lotu ptaka”, założył fabrykę taśmy klejącej, był jednym z pierwszych filmowców-amatorów w Niemczech. Po jego śmierci, firmą zarządzał przez siedemdziesiąt lat jego syn, Carl Neubronner (13 stycznia 1896 – 19 listopada 1997).

## Apteka i fabryka

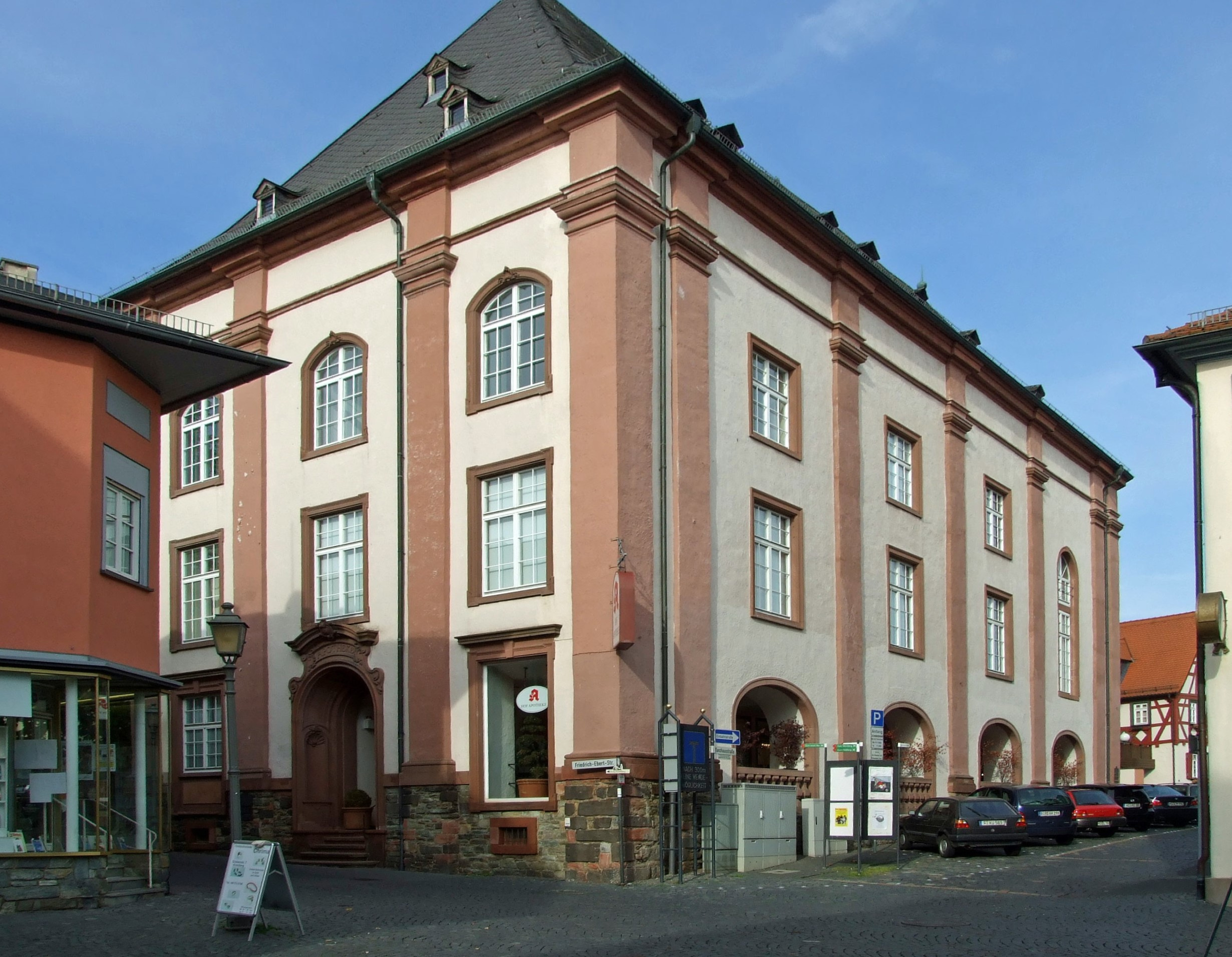
Streitkirche w Kronberg i apteka

W roku 1886 Julius Neubronner przejął aptekę po swym ojcu. W roku 1887 zakupił historyczny budynek zwany Streitkirche (‘kościołem sporów’). Budynek miał być kościołem katolickim w protestanckim mieście Kronberg, ale nigdy do tego nie doszło i stał się obiektem ciągnących się sporów. Po przeróbkach powstała tutaj w roku 1891 apteka, a rodzina zamieszkała w tym budynku.
Po śmierci cesarza Fryderyka III Hohenzollerna, który panował zaledwie 99 dni, i zmarł w 1888, zwanym Rokiem Trzech Cesarzy, jego żona, Wiktoria Koburg, znana w Niemczech jako Cesarzowa Friedrichowa, kazała w lesie niedaleko Kronberg wybudować zamek Friedrichshof, w którym zamieszkała. Neubronner został jej nadwornym aptekarzem.
Neubronner używał poczty gołębiej, aby szybko dostarczać recepty. Praktykę tę rozszerzył i używał gołębi do transportu składników chemicznych do wagi 75 gramów od hurtownika we Frankfurcie oraz do dostarczania pilnych medykamentów do sanatorium w Falkenstein.
W latach 1903–1920 Neubronner nagrał kilka amatorskich filmów, które zostały zarchiwizowane przez Niemieckie Muzeum Filmowe w latach 1994–1996, a następnie opublikowało na YouTube. Mozolny proces sklejania szklanych fotografii w celu ich prezentacji zainspirował go do wynalezienia papierowej taśmy klejącej, którą opatentował. Następnie, aby móc produkować i sprzedawać tę taśmę założył w 1905 Fabrik für Trockenklebematerial. Obecnie działa ona pod nazwą Neubronner GmbH & Co. KG i zatrudnia około 80 osób.

## Życie prywatne
W roku 1886, Julius Neubronner ożenił się z Charlotte Stiebel (1865–1924). Jej ojciec, Fritz Stiebel (1824–1902) był znanym lekarzem we Frankfurcie.

## Fotografia z lotu ptaka
W roku 1908, Neubronner opatentował swój wynalazek fotografii z lotu ptaka, korzystając w tej metodzie z gołębi pocztowych w roli fotografa. Prezentacje nowatorskiego sposobu fotografowania przedstawione przed zainteresowaną publicznością na międzynarodowych wystawach w Dreźnie, Frankfurcie i Paryżu, w latach 1909–1911, przyniosły mu światową sławę i rozgłos. W roku 1910 i 1911 na Międzynarodowych Salonach Lotniczych w Paryżu, Neubronner otrzymał dwa złote medale, za wynalezioną metodę oraz za fotografie.